# Гилберт, Рон
Рон Ги́лберт (англ. Ron Gilbert; 1 января 1964 года, Ла-Гранд, Орегон, США) — американский разработчик игр, программист и продюсер, работавший над серией квестов компании LucasArts (прежде всего, первые две игры серии Monkey Island), один из разработчиков игрового движка SCUMM. После ухода из LucasArts стал сооснователем Humongous Entertainment и Cavedog Entertainment.

## Карьера
Карьера Рона Гилберта началась в 1983 году. Ещё будучи студентом, совместно со своим другом Томом МакФарлэйном (Tom McFarlane) он разработал программную надстройку Graphics BASIC, расширявшую возможности среды программирования на языке BASIC на компьютере Commodore 64 за счёт добавления в язык команд для работы с графикой и звуком. Этот программный продукт у друзей купила компания HESware. Позже компания предложила Гилберту работу. В HESware Гилберт занимался разработкой игр для Commodore 64, однако спустя полгода компания закрылась, так и не выпустив ни одной созданной Гилбертом игры.

Шёл 1985 год, когда я украл свой первый Макинтош. Apple только выпустила Мак, и хотела, чтобы компании под него писали. Они подарили Мак компании HESware (где я работал до Lucas). Никого в компании он не заинтересовал, поэтому я спросил, могу ли я взять его домой на выходные. Когда я вернулся на работу в понедельник, всех уволили. Забыл напомнить, что Мак остался дома. С тех пор я пользуюсь только Маками.
Оригинальный текст (англ.)The year was 1985 and I stole my first Mac. Apple had just released the Mac and wanted companies to make things for it. They gave HESware (where I work before Lucas) a Mac. No one at the company was interested in it so I asked if I could take it home for the weekend. When I got back to work on Monday they laid everyone off. I filed to mention I had the Mac at home. I've used Macs ever since.
— Рон Гилберт
В 1985 году Гилберт поступил на работу в Lucasfilm Games (позднее переименована в LucasArts Entertainment), где совместно с дизайнером Гэри Уинником разработал свою первую увидевшую свет игру — Maniac Mansion. Для этой игры Гилберт совместно с Ариком Уилмундером (Aric Wilmunder) создал скриптовый движок SCUMM, позволивший впоследствии без особых технических проблем портировать созданные на этом движке игры на другие платформы. Движок оказался довольно успешным — на его основе были выпущены все квесты LucasArts в 1987—1997 годах.
В 1992 году, после разработки и издания игр The Secret of Monkey Island и Monkey Island 2: LeChuck's Revenge, Гилберт покинул студию и совместно с продюсером LucasArts Шелли Дэй основал собственную компанию Humongous Entertainment, в цели которой входила разработка игр для детей. В 1995 году он основал сестринскую компанию Cavedog Entertainment, которой отводилась роль разработчика игр для более взрослой аудитории. Под его продюсерским началом компания издала стратегию Total Annihilation. Параллельно Гилберт занимался проектом Good & Evil, который не был завершён в связи с закрытием компании в 1999 году.
В 2007 году Гилберт сотрудничал с компанией Hothead Games в разработке приключенческой игры англ. Penny Arcade Adventures: On the Rain-Slick Precipice of Darkness с героями веб-комикса Penny Arcade в главной роли. После выпуска игры в 2008 году Гилберт присоединился к компании в должности творческого директора и начал работу над гибридом ролевой игры и приключения — англ. DeathSpank.
В 2010 году Тим Шейфер, бывший коллега Рона по работе над Monkey Island, пригласил Гилберта на работу в Double Fine Productions для работы над новой приключенческой игрой, позднее получившей название The Cave. Выпустив игру в 2013 году, Рон Гилберт покинул Double Fine. Как выяснилось, Гилберт присоединился по договоренности с Тимом Шейфером к Double Fine только ради выпуска этой игры.

## Список игр
- Maniac Mansion (1987) — сценарист, ведущий программист, дизайнер
- Zak McKracken and the Alien Mindbenders (1988) — сценарист
- Indiana Jones and the Last Crusade: The Graphic Adventure (1989) — сценарист
- The Secret of Monkey Island (1990) — сценарист, ведущий дизайнер
- Monkey Island 2: LeChuck's Revenge (1991) — сценарист, программист
- Total Annihilation (1997) — продюсер
- Penny Arcade Adventures (2008) — консультант по сценарию и дизайну
- Tales of Monkey Island (2009—2010) — «приходящий профессор Обезьянологии»
- Deathspank (2010) — дизайнер
- Разработчик серии игр Freddi Fish и Putt-Putt
- The Big Big Castle! (2012) — дизайнер
- The Cave (2013) — ведущий дизайнер
- Thimbleweed Park (2016) — ведущий дизайнер
- Return to Monkey Island[4] (2022) — руководитель, геймдизайнер, сценарист